# V-100裝甲車
V-100裝甲車（英語：M706 Commando）是凱迪拉克蓋集（Cadillac Gage）製造的兩棲四輪驅動輕型裝甲車。V-100系列4X4裝甲車被凱迪拉克蓋集命名為“突擊隊（Commando）”。此車輛擔任了許多角色，包括裝甲運兵車，救護車，消防車，反坦克車，迫擊砲載體等。此車在越南戰爭經歷戰火的洗禮，在美軍中的暱稱為鴨子，或V。它也提供給美國的許多盟國，包括黎巴嫩和沙特阿拉伯，並參與1991年海灣戰爭。此車已不再生產，一個現代化的衍生品是M1117裝甲車，被開發來取代裝甲悍馬車。

## 設計和開發
V-100系列裝甲車是在1960年代初凱迪拉克蓋集下屬“Terra太空公司”開發的。Terra太空公司於1962年申請被稱為突擊隊（Commando）的車輛專利。第一輛原型車在1963年出現，於1964年衍生型開始服役。該車是四輪驅動，的使用車軸類似於M34系列卡車。發動機是以汽油為動力的克莱斯勒5900cc8缸引擎，與早期的M113型裝甲運兵車相同。它的5速手動變速箱使得它能在比較粗糙的地形行駛。V-100使用無氣戰鬥實心胎。M706最高道路時速是100公里/小時，並且可以在水中以每小時4.8公里的時速前進。該車裝甲是稱為“Cadaloy”的高硬度合金鋼。它可以擋住7.62×51 NATO槍彈。因為它的裝甲重量，M706空車重量超過7噸，因此該車輛後輪軸極易損壞。但是，由於合金鋼裝甲提供了單體結構框架，它輕於加上裝甲的普通車輛，裝甲的傾斜角度也有助於防止槍彈和地雷爆炸穿透裝甲。
V-100裝甲車可以裝砲塔也可不裝。工廠原型砲塔方案包括了T-60，T-70和T-90。而T-60的特點是結合兩座.50口徑機槍，兩座.30口徑機槍，或兩者各一。具體.30口徑機槍選擇極為廣泛，從工廠配置包括M1919A4E1，M37、M73，M219和MG42。後來，M60、FN MAG也加入到選項中。凱迪拉克蓋奇公司還打算利用配備電磁扳机的固定版本斯通納63武器系統，但測試顯示，小口徑槍彈不合這個角色。警用T-70砲塔，有四具催淚瓦斯發射器，砲塔周圍有360度的視野，並沒有配備其他武器。而T-90砲塔的特點是一門20毫米火砲。T-70和T-90並沒有投入大規模生產。改良後在中心安裝兩座機槍的T-60成為標準生產型。此砲塔亦可裝通用電氣公司的M134迷你砲機槍。V-100裝甲車不裝砲塔可作迫擊砲載台，但也可以安裝多達五架機槍扮演裝甲運兵車或步兵戰鬥車。

## 佈署應用
V-100裝甲車於1963年9月開始在越南共和国（南越）佈署。使用單位包括美國陸軍憲兵，美國空軍，以及南越陸軍。越南共和國陸軍首先購買XM706突擊隊裝甲車，在1967年借給了美軍。截至1968年年底，美國陸軍已購買了其自己的XM706E1裝甲車，後來規範為M706。在美國軍隊中被親切地稱為“鴨子”或“V”。
XM706和XM706E1/M706主要的差異是在設計的油箱填補端口保護蓋，側窗，前視窗，而最重要差異的是在武器。XM706配置二座.30-06口徑M1919勃朗寧機槍(M37)機槍，而為與現有的彈藥的通用性，XM706E1/M706為美國陸軍配置二座7.62毫米北約M73車載中型機槍。另一方面，越南共和國仍然使用.30-06口徑的各種武器，彈藥的供應不成問題。
實際上越南共和國陸軍認為二座.30-06口徑機槍不夠，往往在後方無線電運操作員的艙口安裝一個額外的標準三腳架及一座.30-06口徑機槍。另一種越南共和國陸軍V-100裝甲車以砲塔裝備一座.50口徑機槍與一座.30口徑機槍。
V-100裝甲車，最高可搭載12名乘員。美國陸軍的憲兵使用於在道路巡邏，護送職責和基地防禦時，通常搭載駕駛員和砲手二員。額外的武裝通常包括兩個或三個頂部安裝的M2重機槍或M60通用機槍。其他的武器，如M134迷你砲機槍也被採用。乘員也可以利用自己的個人武器由各射擊口向外射擊。
洛杉磯警察局曾經使用2輛V-100裝甲車，並用在他們的高風險逮捕令。他們開創了第一個特種武器和戰術部隊(SWAT)，並首次使用V-100作為執法車輛。在短時間的通知下，洛杉磯警察局在遇到槍戰射擊時能有一輛V-100裝甲車（綽號「坦克」）支援。這些車輛的裝備，是一個10英尺（3米）用來撞門的撞擊角。
中華民國國軍曾引入V-150裝甲車，其中一部分撥交給中華民國憲兵與臺灣內政部警政署使用，現今國軍V-150裝甲車多擔任VIP運輸、水患救援等任務。警政署曾經為了追緝「十大槍擊要犯」之一的張錫銘，曾於2004年7月，在臺灣省高雄縣大寮鄉使用了鎮暴噴水車當作攻堅車輛，最後張錫銘劫持一輛自小客車逃逸，無功而返；2005年7月，時任警政署長侯友宜向國軍借用了一輛V-150，投入位於臺灣省臺中縣沙鹿鎮的攻堅任務，並以V-150強行衝破張錫銘藏匿處樓下的鐵捲門，連同後方埋伏的警力成功將張錫銘緝捕歸案。

## 衍生車型

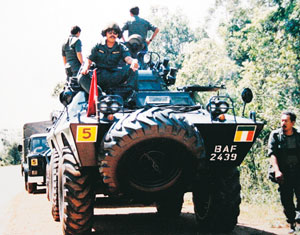
馬來西亞皇家警察的V-150裝甲車於叢林中的演訓，1985年。

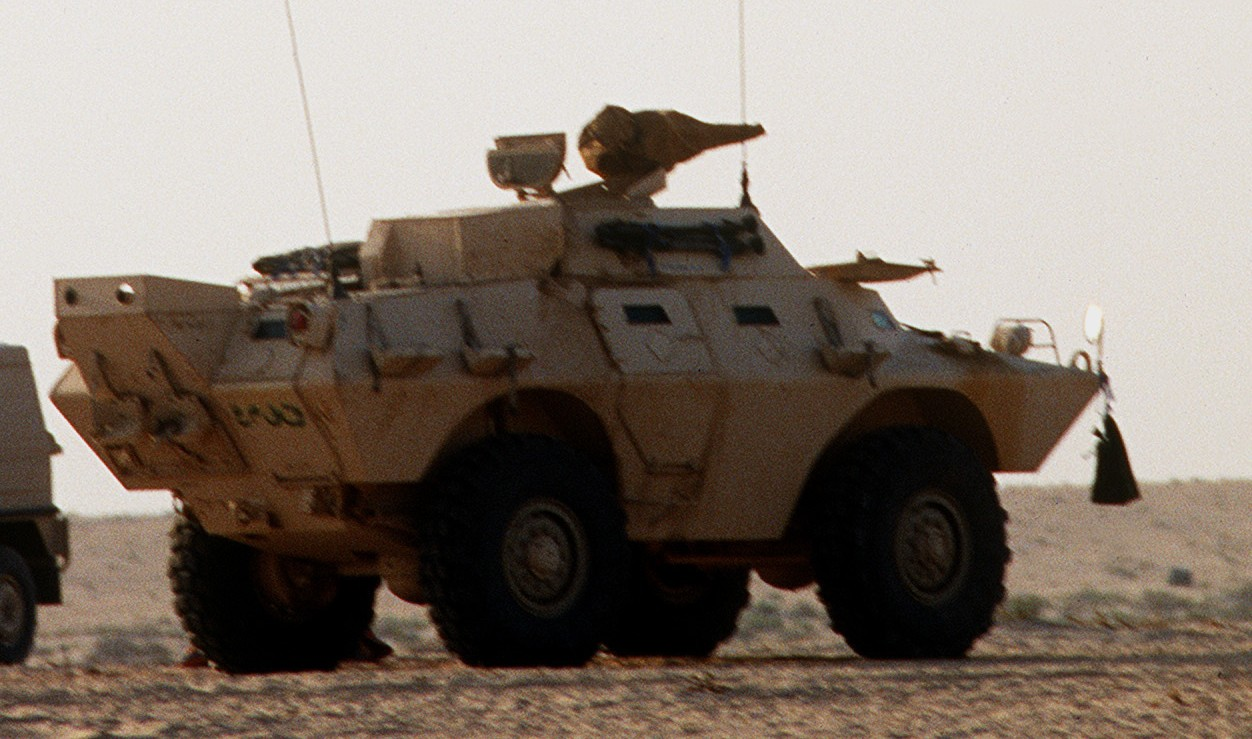
沙烏地阿拉伯國民衛隊的V-150裝甲車，於1991年參與波斯灣戰爭。

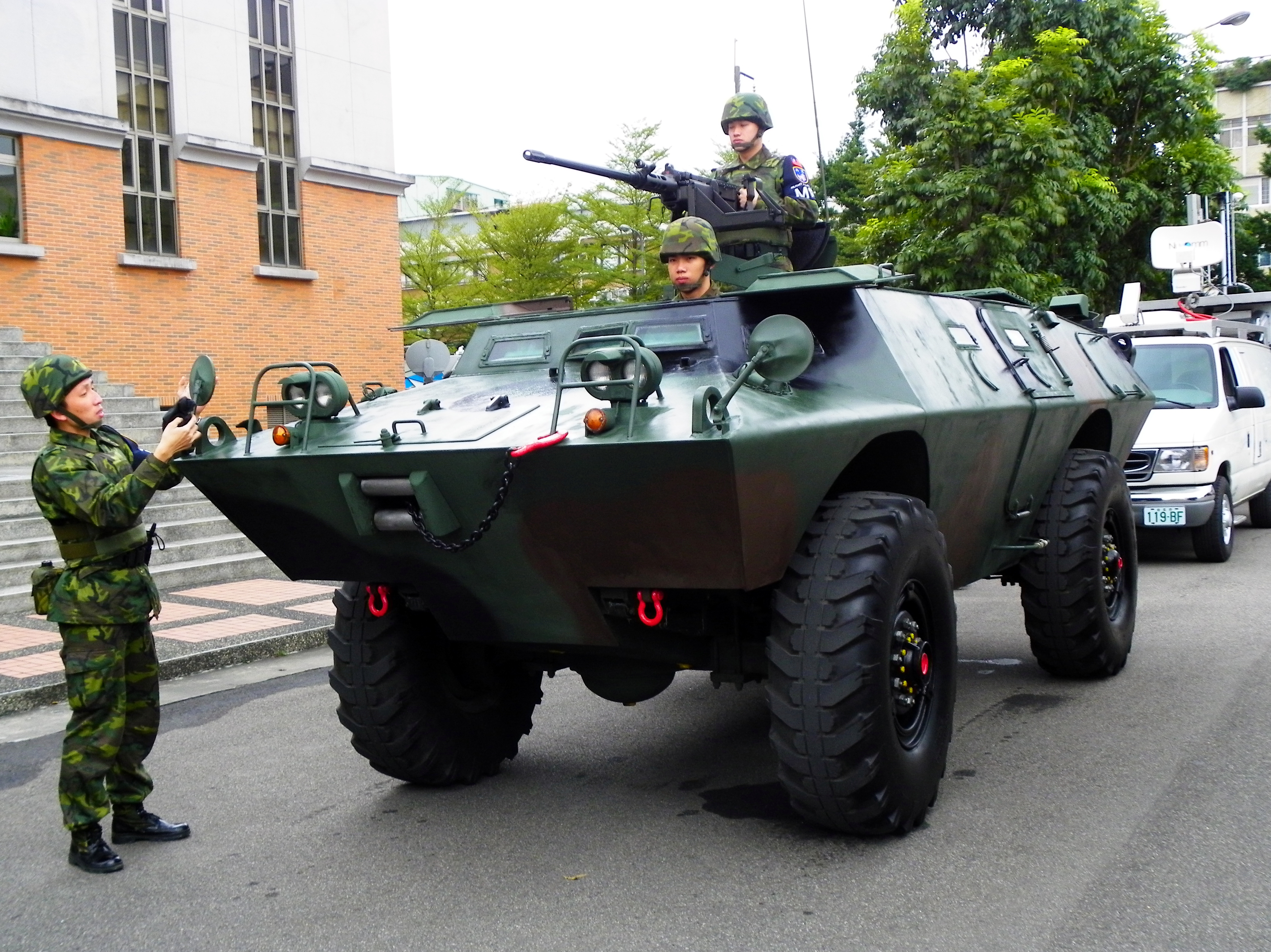
中華民國憲兵裝甲憲兵營的V-150S裝甲車。

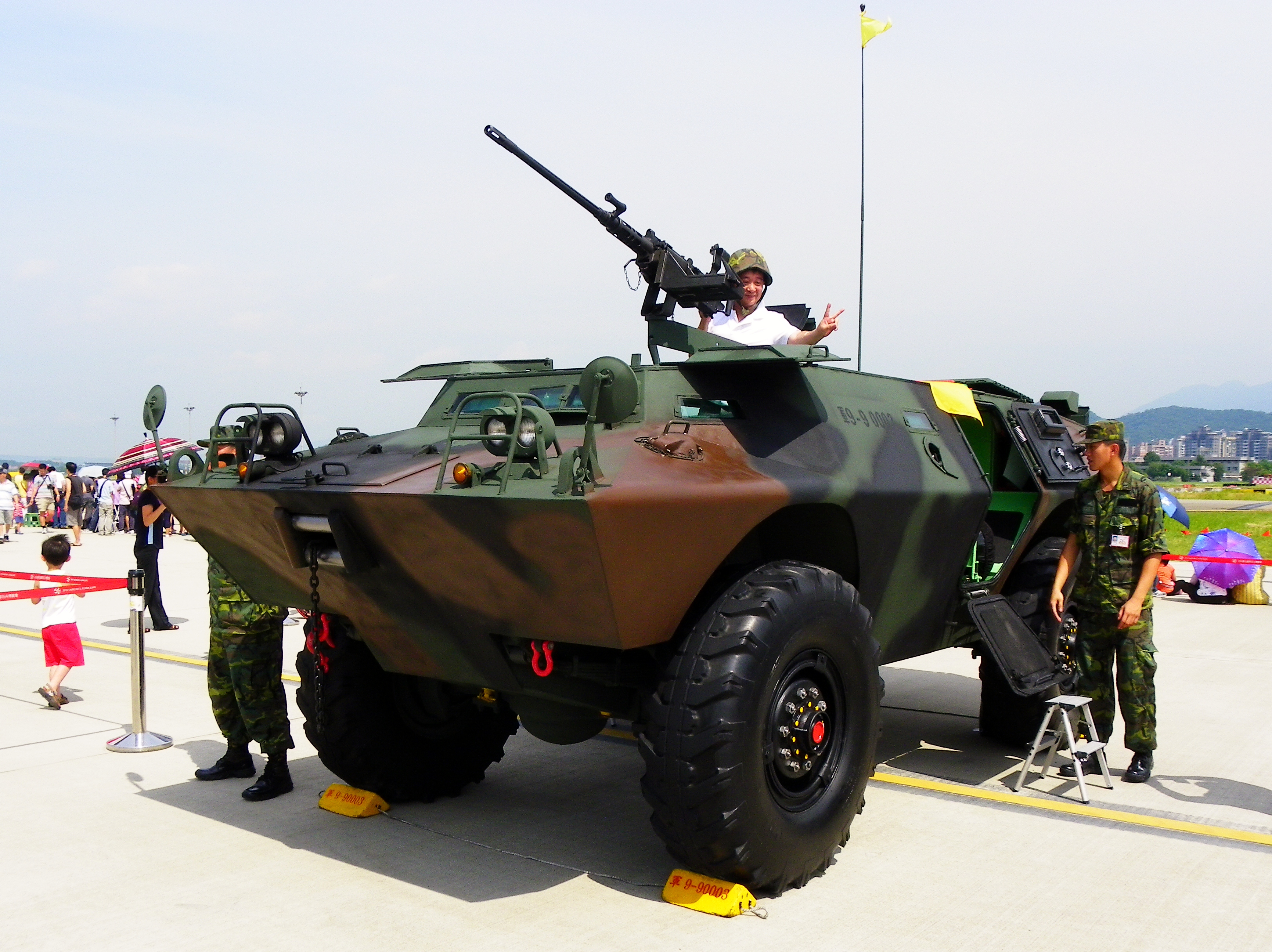
開放試乘的中華民國陸軍V-150裝甲車。

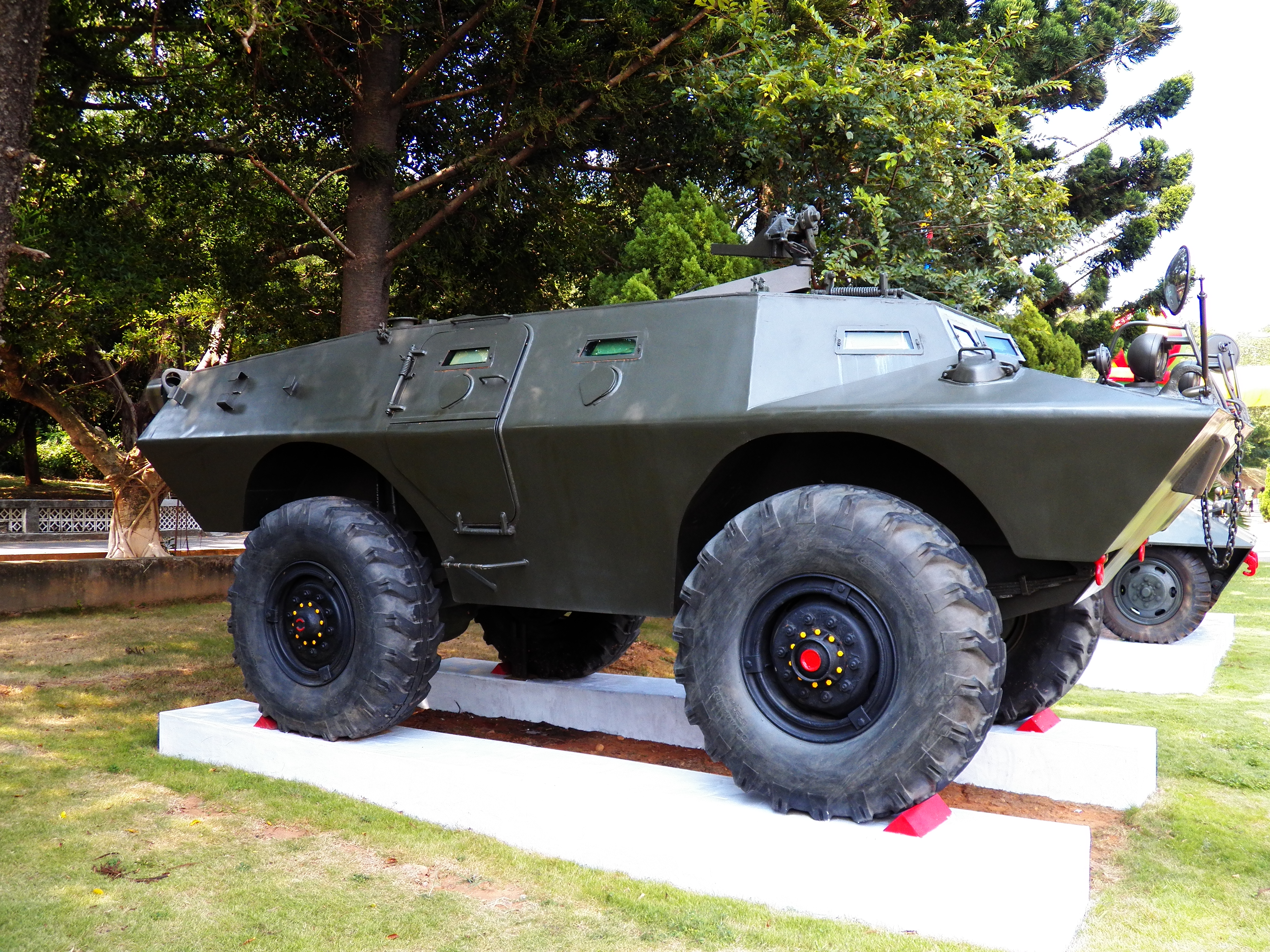
固定於成功嶺展示的中華民國陸軍V-150裝甲車。

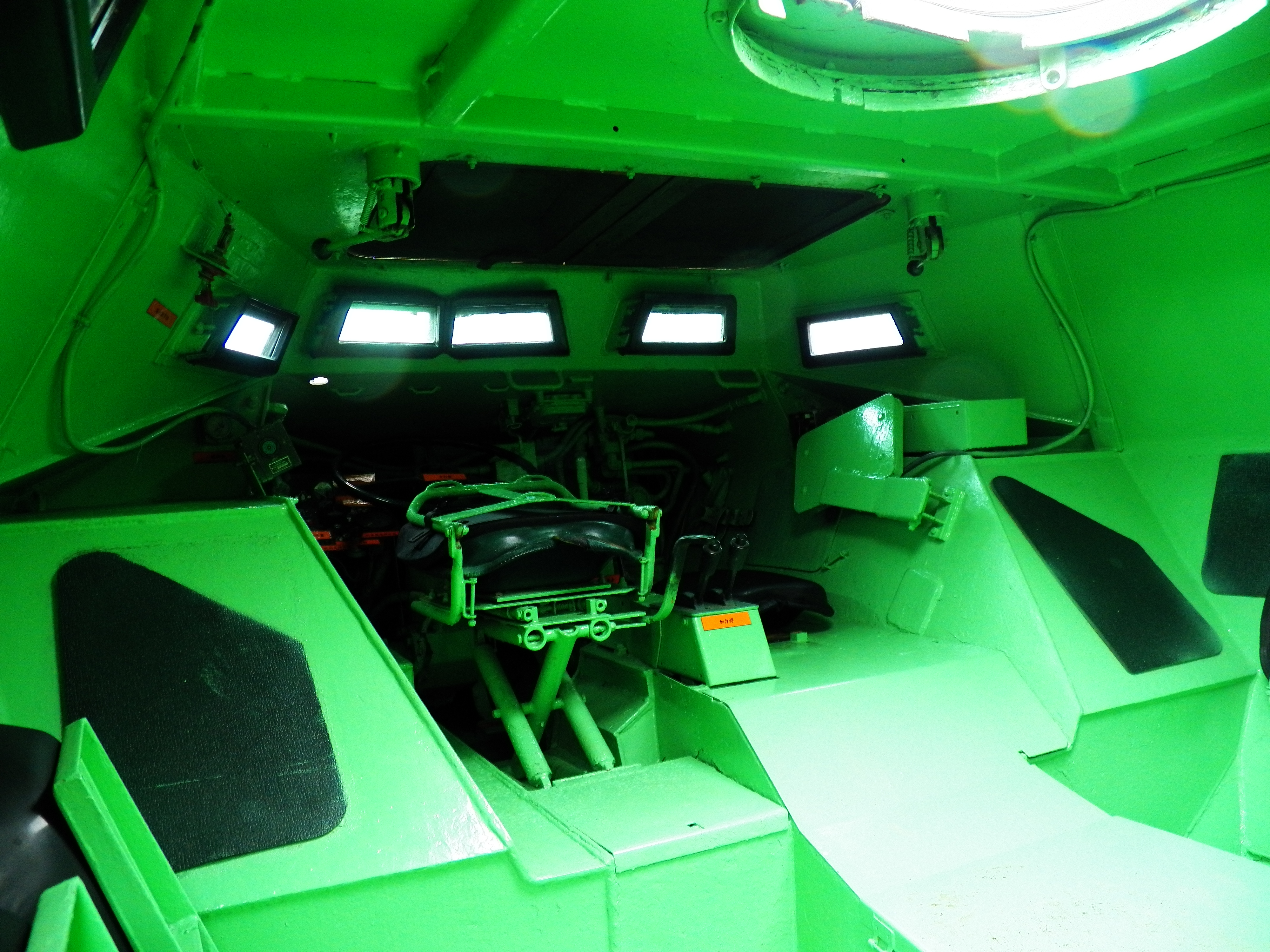
V-150裝甲車的內部。

凱迪拉克蓋集的基本的V-100車發展成了一系列的裝甲車。德事隆公司海洋和陸上部合并凱迪拉克蓋集後仍繼續生產和進一步發展該系列。包括四輪驅動車輛的更新，而且利用一些基本的組成零件和類似的設計還擴大了成6x6（六輪驅動）車輛。

### V-150
V-150突擊隊裝甲車是一個V-100與V-200混合變種。實際上是在V-200出廠後才生產，是基於V-200，但有一定的V-100的特徵。它還可配備柴油發動機或汽油發動機，且大部分被沙烏地阿拉伯國民衛隊所購買，他們的版本被稱為V-150S，在1991年波斯灣戰爭中的海夫吉戰役有7至10輛沙烏地阿拉伯的V-150S在與AMX-30主力戰車結合使用時被伊拉克陸軍摧毀。
在1980年代葡萄牙陸軍買了15輛在美製的V-150突擊隊裝甲車，也使用90毫米砲塔型（V-400）來更新原製造於1967年和1974年間的Bravia Chaimite。

### V-200
V-200裝甲車基本上是一個放大版的V-100和利用許多美軍5噸卡車零部件組成，這個版本是專門為新加坡武裝部隊的規格量身製造的。 新加坡部隊的V-200車在2002-2003年時間由新科動力升級，包括全電動砲塔驅動系統以及引擎和傳輸系統。新加坡共買了約250輛V-200，30輛V-100，和另外40輛V-150S。150輛的V-200在儲存，餘下的100輛V-200被由新加坡空軍基地中使用於防禦／安全職責，並配備近程防空（SHORAD）系統。在此期間，這些車輛一般都配備了RBS 70便攜式防空飛彈或厄利孔20毫米機炮與FN MAG 7.62毫米通用機槍用於自衛。2006年，新加坡武裝部隊已決定購買300輛AV-81裝甲車取代其剩餘的V-200。

### V-300
V-300是6x6（六輪驅動）裝甲車，最初設計用於重型武器的載台作為火力支援使用。

### V-600
V-600是一種比V-300更重的6x6（六輪驅動）裝甲車，重型武器的載台。主要的車型配備了105毫米砲塔。

## 使用國

### V-100
- 玻利维亚
- 喀麦隆
- 埃及
- 海地
- 印度尼西亞
- 黎巴嫩（7輛 V-100）
- 墨西哥
- 阿曼
- 巴拿马
- 菲律賓
- 新加坡（約30輛 V-100）
- 越南共和国
- 苏丹
- 泰國
- 土耳其（警察）
- 美国
- 委內瑞拉
- 越南

### V-150
- （9輛 V150）
- 加彭
- 牙买加
- 马来西亚
- 秘魯
- 菲律賓（約150輛 V-100/V-150S）
- 葡萄牙（約20輛 V-150）
- 沙烏地阿拉伯（约579輛 V-150S）
- 新加坡（約40輛 V-150）
- 中華民國 陸軍最早接受V-150甲車單位為獨立86旅（今陸軍裝甲第五八六旅）裝甲步兵第一六一營。包含V150、V150S，最終採購量792輛。國軍單位除陸軍機械化步兵師以及後來在精實案整編的機械化步兵旅外，中華民國憲兵成立的裝甲憲兵營，中華民國警察後也獲得陸軍移編的同型車。除裝備T90重機槍的基本型外，另有裝備T62 4.2英寸迫擊炮、T63 120公釐迫擊炮、T75 81公釐迫擊炮及BGM-71拖式飛彈的迫炮車型及反裝甲車型，還有多種自行改裝的衍生款。由於V-150是具備水密功能的兩棲車輛，在AAV-7服役之前，是民國80年代至90年代初國軍參與重大水患救災的主力裝備。

### V-200
- 新加坡 (approx 250× V-200)

### V-300
- 科威特
- 巴拿马
- 菲律賓
- 委內瑞拉
- 美国

### V-600
- 泰國
- 美国
- 菲律賓

## 外部連結
- Global Security - M706 / V-100 Commando （页面存档备份，存于）
- Squadron Signal Cadillac Gage V-100 Commando